# William Fraser
William Fraser (mort en 1297) était un ecclésiastique écossais de la fin du XIIIe siècle, qui fut évêque de Saint Andrews et Gardien de l'Écosse de 1286 à 1297.

## Biographie

### Origine
William Fraser est issu de la famille Fraser d'origine scoto-normande établie en Écosse en 1160. Il est le fils de sir Gilbert Fraser, shérif de Traquair, et de sa femme, Christina, il est peut-être né au château d'Oliver dans Peeblesshire. Il étudie probablement à Oxford en 1256-7 et devient  maître en 1271. En 1277, il était prêtre d'Ayr, à ce moment où il est déjà certainement sous le règne du roi Alexandre III,  Lord chancelier d'Écosse de 1273 à 1279 puis Doyen du Chapitre de chanoines de Glasgow. Son avancement est vraisemblablement dû au patronage du roi, ce qui lui a finalement garanti l'élection au siège de St Andrews le 4 aout 1279, il est consacré  par le Pape Nicolas III l'année suivante à Rome le 19 mai. Il cesse alors d'être chancelier à cette époque, et il n'est pas connu pour avoir été politiquement actif dans les six années suivantes; En effet il semble avoir encore résidé à la curie en 1284-5 .

### Gardien de l'Écosse
Pendant la crise de succession écossaise qui s'ouvre après le décès du roi William Fraser devient un des chefs politiques de l'Écosse. En 1286 il est l'un des deux évêques choisis pour constituer le collège de six Gardiens de l'Écosse avec deux comtes et deux barons. Avec Alexander Comyn comte de Buchan  et Duncan III comte de Fife  il est chargé d'administrer le royaume au nord du Firth of Forth. Après la disparition prématurée de la jeune reine Marguerite Ire qu'il annonce au roi d'Angleterre par une lettre du 7 octobre 1290, il continue à administrer le royaume avec les gardiens de l'Écosse survivants jusqu'à la désignation de Jean Baliol comme roi par Édouard Ier. William conserve son rôle éminent dans la politique du royaume.
En 1295, William est envoyé en France par le nouveau roi qui veut négocier un traité d'alliance avec le roi de France. L'accord est conclu à Paris le 23 octobre 1295 entre ses représentants et ceux de Philippe le Bel. William Fraser demeure en France deux années avant d'y mourir le 20 août 1297. Il est inhumé dans l'église des Frères prêcheurs de la rue Saint-Jacques à Paris. Son cœur est rapporté à Saint-Andrews, et l'urne le contenant est scellée dans le mur de l'église par l'un de ses successeurs William de Lamberton.

## Sources
- (en) John Dowden, The Bishops of Scotland, ed. J. Maitland Thomson, (Glasgow, 1912)
- (en) A. A. M. Duncan: Fraser, William (d. 1297). In: Oxford Dictionary of National Biography. Oxford University Press, Oxford u. a. 2004.